# Leonardo Lema
Leonardo Lema (General Pico, 20 giugno 1998) è un cestista argentino.